# Nordischer Milchling
Der Nordische Milchling (Lactarius trivialis) ist eine Pilzart aus der Familie der Täublingsverwandten (Russulaceae). Es ist ein großer bis sehr großer Milchling mit einem mehr oder weniger langen und bauchigen Stiel. Bei jungen Fruchtkörpern ist der undeutlich gezonte Hut mehr oder weniger grauviolett bis braunviolett gefärbt und blasst im Alter bräunlich aus. Die weißliche bis blass cremefarbene Milch verfärbt sich mit Kalilauge orange-gelb. Der Milchling wächst an feuchten bis nassen Standorten unter Fichten oder Birken. Andere Namen des Milchlings sind Blaureizker oder Moor-Reizker.

## Merkmale

### Makroskopische Merkmale
Der Hut ist 6–15 (–25) cm breit und zuerst flach gewölbt später ausgebreitet und dann niedergedrückt bis flach trichterförmig vertieft. Die glatte Oberfläche ist bei feuchter Witterung schleimig-schmierig und im trockenen Zustand klebrig-glänzend mit silbergrauem Reif. Sie ist violettgrau bis violettbraun gefärbt und oft undeutlich gezont oder zeigt konzentrisch angeordnete Wasserflecken. Im Alter blassen die Hüte fleischbräunlich bis blass lederfarben aus und sind dann meist ungezont. Der Rand bleibt lange eingerollt und die Huthaut lässt sich gut abziehen.
Die Lamellen sind angewachsen oder laufen leicht am Stiel herab, sie stehen ziemlich gedrängt und sind anfangs weißlich, doch bald blass creme- bis ockergelb gefärbt. An verletzten Stellen können die Lamellen von eintrocknenden Milchtröpfchen blass blau-grünlich gefleckt sein. Das Sporenpulver ist blassgelb.
Der jung cremefarbene Stiel ist 4–10 (–12) cm lang und 1–3 cm breit. Er ist mehr oder weniger bauchig und zur Basis hin oft verjüngt. Im Alter ist er hohl und schmutzig cremeocker fleckig. Die Stielrinde ist glatt bis fein längsaderig, die trockene Oberfläche ist schwach klebrig und feucht schleimig.
Das ziemlich feste Fleisch ist weißlich und kann im Schnitt schwach bräunen. Es riecht schwach obstartig und schmeckt scharf. Die Milch ist weiß und trocknet gelblich-graugrünlich ein. Sie schmeckt zuerst mild und dann brennend scharf und kratzend. Mit Kalilauge verfärbt sich die Milch rasch orangegelb.

### Mikroskopische Merkmale
Die elliptischen bis breit elliptischen Sporen sind durchschnittlich 8,4–8,8 µm lang und 6,8–7,0 µm breit. Der Q-Wert (Quotient aus Sporenlänge und -breite) ist 1,2–1,4. Das Sporenornament besteht aus 0,5–1 µm gratigen Rippen sowie aus isoliert stehenden, gratig verlängerten Warzen, die nur spärlich netzartig verbunden sind. Der Hilarfleck ist im äußeren Bereich amyloid.
Die keuligen bis bauchigen Basidien messen 43–50 × 9–12 µm und tragen je vier Sterigmen. Die 47–80 µm langen und 8–13 breiten Pleuromakrozystiden sind ziemlich zahlreich und stehen deutlich hervor. Sie sind spindelig oder lanzettförmig und an der Spitze stumpf oder spitz. Die ebenfalls zahlreichen Cheilomakrozystiden messen 35–56 × 6–10 µm. Sie sind zylindrisch bis keulig oder spindelförmig.
Die Huthaut (Pileipellis) ist eine 50–120 µm dicke Ixocutis, die in ein verworrenes Ixotrichoderm übergeht. Sie besteht aus parallel liegenden Hyphen und daraus entspringenden-aufrecht stehenden, mehr oder weniger welligen, leicht gelatinisierten, 3–4,5 µm breiten Hyphenenden mit schwach kopfigen Spitzen.

## Artabgrenzung
Der Nordische Milchling kann aufgrund seiner recht variablen Hutfarbe leicht mit anderen schmierig-hütigen Milchlingen verwechselt werden. Der Kuhrote Milchling (Lactarius hysginus) kommt an vergleichbaren Standorten vor, hat aber einen orangebraunen, oft schwach gezonten Hut und kleinere, rundliche Sporen. Dunkler gefärbte Fruchtkörper des Graublassen Milchlings (Lactarius albocarneus) können auch sehr ähnlich sein. Doch bei ihnen verfärbt sich die anfangs weiße Milch an der Luft gelb. Außerdem wächst der Pilz ausschließlich bei Tannen. Der Nordische Milchling ist nahe mit dem ebenfalls ähnlichen Bleichen Milchling (Lactarius utilis) verwandt. Dieser hat einen schmierigeren Hut und einen zylindrischen oder zur Basis hin verschmälerten Stiel. Seine Milch verfärbt sich mit Kalilauge nicht orange-gelb. Der ähnliche Graufleckende Milchling (Lactarius vietus) ist kleiner und hat eine blassere Stielspitze, die nicht zusammengezogen ist. Zudem sind seine Sporen kleiner und stärker netzig ornamentiert. Darüber hinaus können ältere, ausgeblasste Exemplare für den selteneren Heide-Milchling (Lactarius musteus) gehalten werden, weil den Fruchtkörpern die typischen violettlichen Töne fehlen und das Fleisch aufgrund des spärlichen Milchsafts nicht mehr scharf, sondern mild schmeckt.

## Ökologie
Der Nordische Milchling ist wie alle Milchlinge ein Mykorrhizapilz. Seine wichtigsten Wirtsbäume sind Fichten und Birken. Man findet ihn meist gesellig in Mooren und an Moorrändern, in Bruchwäldern und in Fichten- oder Kiefern-Moorwäldern sowie in feuchten Nadelwäldern. Der Pilz benötigt saure, nährstoffarme Boden. Die Fruchtkörper erscheinen von Juli bis Oktober. Der Milchling kommt in Deutschland meist nur im Bergland und höheren Hügelland vor, besonders häufig findet man ihn in den eiszeitlich geprägten Moorlandschaften des Voralpenlandes.

## Verbreitung

Verbreitung des Nordischen Milchling in Europa. Grün eingefärbt sind Länder, in denen der Milchling nachgewiesen wurde. Grau dargestellt sind Länder ohne Quellen oder Länder außerhalb Europas.

Der Nordische Milchling ist in Nordamerika (USA, Kanada, Mexiko) und Europa verbreitet. In Europa ist es eine „nordisch-montane Art“, die besonders in Fennoskandinavien weit verbreitet ist. In Schweden reicht die Nordgrenze des Verbreitungsgebietes bis zum Tornegebiet in Lappland. Der Milchling ist auch in Ostpreußen und in Weiß- und Nordwest-Russland weit verbreitet, wird aber nach Süden und Südwesten hin deutlich seltener. Um die Alpen und Karpaten herum hat sich in den sub- bis hochmontanen Lagen ein zweites Verdichtungsgebiet ausgebildet. In Frankreich ist die Art selten und in Belgien und den Niederlanden sehr selten.
In Deutschland ist die Art von Schleswig bis ins Alpengebiet weit gestreut. Besonders in Thüringen und Sachsen ist die Art sehr selten, dichter verbreitet ist sie nur in Mittelgebirgslagen südlich des Mains. In Nordrhein-Westfalen, Hessen, Saarland und Mecklenburg-Vorpommern ist die Art stark gefährdet (RL2), in Baden-Württemberg, Rheinland-Pfalz, Schleswig-Holstein gilt die Art als gefährdet (RL3), lediglich in Bayern und Niedersachsen ist der Milchling ungefährdet. In der Schweiz und in Österreich ist der Pilz weit verbreitet aber nicht häufig.

## Systematik
Der Milchling wurde 1815 von E. M. Fries als Agaricus trivialis beschrieben. 1838 stellte er den Milching in seinem Werk Epicrisis Systematis Mycologici in die Gattung Lactarius, sodass er seinen heute gültigen Namen erhielt. Die Art ist synonym zu Lactarius curtus, die 1885 von Britzelmayr beschrieben wurde und zu der 1940 von J.E.Lange beschriebenen Form Lactarius vietus f. constans. Die 1980 beschriebene L. constans Romagn. ist aber eine eigenständige Art. Weitere Synonyme sind Galorrheus trivialis(Fr.) P. Kumm. (1871) und Lactifluus trivialis(Fr.) Kuntze (1891). Das lateinische Artattribut (Epitheton) trivialis bedeutet gewöhnlich, da der Milchling in Fries Heimat Schweden weit verbreitet und häufig ist.
Bon stellt den Milchling in die Sektion Pyrogali. Die Milchlinge der Sektion haben schmierig-klebrige Hut und meist eine weiße, mehr oder weniger unveränderliche und scharf schmeckende Milch. Bei M. Basso und Heilmann-Clausen ist der Milchling die Typusart der Untersektion Trivialini, die innerhalb der Sektion Glutinosi steht.

## Bedeutung

### Als Speisepilz
Der Pilz gilt in Mitteleuropa wegen seines scharfen Geschmacks als ungenießbar. In Finnland ist er aber kommerziell der zweitwichtigste Waldpilz und einer der beliebtesten Speisepilze. Da der Pilz unbehandelt scharf und bitter schmeckt, muss er vor der Zubereitung durch Kochen vorbehandelt werden. Dazu wird er 5 min lang in Wasser gekocht, dabei werden die Bitterstoffe (überwiegend Sesquiterpene) teilweise zerstört und herausgelöst und der Pilz wird genießbar. Das Kochwasser sollte nicht verwendet werden. 
Um den Pilz zu konservieren, wird er traditionell eingesalzen. Eingesalzene Pilze werden vor der weiteren Verwendung über Nacht im Kühlschrank in kaltem Wasser entsalzt. Der Milchling wird in Finnland für Pilzsalate, Pilzfarce, Backwaren, als Pizzabelag sowie für Soßen und Suppen verwendet. Außerdem ist es möglich, die Pilze nach dem Kochen ungesalzen einzufrieren.

### Inhaltsstoffe

Aus Lactarius trivialis isolierte Sesquiterpene

Der Nordische Milchling enthält wie alle scharf schmeckenden Milchlinge verschiedene Sesquiterpene, beziehungsweise deren Vorstufen Sesquiterpen-Ester, bei denen die Sesquiterpene mit einer Fettsäure verestert sind. Erst bei einer Verletzung des Pilzes wird enzymatisch das Sesquiterpen freigesetzt. Beim Nordischen Milchling wurden die beiden heterozyklischen Marasman-Sesquiterpen-Ester Stearoylvelutinal und 6-Ketostearoylvelutinal nachgewiesen. Außerdem wurde das 5-Lactaranolid-Sesquiterpen Lactarorufin A, das 8,9-Seco-5-Lactaranolid-Sesquiterpen Blennin C und das Furanolactaran Sesquiterpen Furandiol nachgewiesen.